# Quamby Bluff
Der Quamby Bluff ist ein Berg im Norden des australischen Bundesstaates Tasmanien. Er liegt etwa 23 Kilometer südlich von Deloraine in den Great Western Tiers, südlich der Gemeinde Golden Valley am Lake Highway (A5).
Der Quamby Brook, ein Nebenfluss des Meander Rivers, entspringt an seinen Nordhängen.

## Aufstieg
Der Quamby Bluff ist einer der einfacher zu ersteigenden Berge in den Great Western Tiers. Er ist leicht in einem Nachmittag zu erklimmen.
Die leichteste Route beginnt ungefähr 22 Kilometer südlich von Deloraine am Lake Highway. Gegenüber dem Abzweig der Stichstraße zum Berg befindet sich ein Parkplatz. Von dort wandert man rund 100 Meter die Straße hinauf und folgt dann dem gut ausgeschilderten Weg.